# 国鉄HD53形蒸気機関車
国鉄HD53形蒸気機関車（こくてつHD53がたじょうききかんしゃ）は、日本国有鉄道（国鉄）の前身である鉄道省が、昭和時代戦中に展開した弾丸列車計画の一環として旅客用に考案した蒸気機関車。完成すれば世界最大級の蒸気機関車になったが、太平洋戦争の激化により計画が中断され、設計段階に留まり製造されることはなかった。

## 構造
日本勢力圏で現存する資料の中では2形式ある4-8-4のノーザン型蒸気機関車である。設計上では、動輪の直径は欧米諸国で用いられていたものと同じく、軸配置の中では巨大な2.3メートルが採られ、軌間は弾丸列車路線を標準軌にすることが決まったため1435ミリメートルとなり、最高速度は時速200キロメートルに定められた。もっとも研究者の間では、当時の日本の基礎工業力で上記の能力を備えた蒸気機関車を製造できたかどうかは甚だ疑問であるとされており、しかも完成したとしても、まともに走行するのは困難だったろうと言われている。
運輸省、各鉄道関係者との交流も深かった臼井茂信は未決定項目が多く机上の空論として、計画そのものに疑問を呈している。下記の鉄道博物館に所蔵されている形式図も予定値すら書き込まれていない空欄が多く、シリンダー数どころか弁装置の種類についての記述すらない。基本的なことすら決まらず弾丸列車計画そのものが中止になったのか、単なる検討案で煮詰める気もなかったのかは不明である。
埼玉県さいたま市の鉄道博物館は、同じく弾丸列車用の機関車として計画されたHC51形蒸気機関車やHEH50形電気機関車の図面とともにHD53形蒸気機関車の形式図を所蔵している。